# أحمد داود (ممثل)
أحمد داود من مواليد 31 يناير 1983، ممثل مصري. متزوج من الفنانة علا رشدي.

## حياتة الشخصية
أحمد داود هو فنان مصري شاب، من مواليد 31 يناير 1983، ممثل مصري. متزوج من الممثلة الكوميدية علا رشدي، لدية أولاد هم جميلة وآدم.
حاصل على بكالوريوس هندسة، اشتهر باختلاف الشخصيات التي يقدمها سواء على المستوى السينمائي أو المستوى الدرامي، تصدر المشهد السينمائي في بداياته ببطولة فيلم ولد وبنت، وعمل مع عديد من ممثلين منهم: يسرا ونور الشريف وليلى علوي، نيللي كريم، أحمد عز، أحمد الفيشاوي، غيرهم.

## حياته الفنية
مهّد الفنان أحمد داود مشواره الفني بدايةً من بطولة فيلم "ولد وبنت" عام 2010 والذي فتح له باب المشاركة في أعمال جماهيرية تصدرت شباك التذاكر المصري، وأخرى جالت مهرجانات سينمائية عالمية ومسلسلات أشاد بها النقاد والجمهور على حدٍ سواء.
لمع نجم أحمد داود على المستوى الدرامي بعد تعاونه مع النجمة ليلى علوي في مسلسل الشوارع الخلفية والنجم القدير الراحل نور الشريف في مسلسل عرفة البحر، ثم النجمة القديرة يسرا في مسلسل شربات لوز، ليثبت ثقًلا دفعه لتقديم واحدة من أقوى شخصياته الدرامية «صابر» في مسلسل سجن النسا للمخرجة كاملة أبو ذكري والذي يعتبر إحدى المحطات الفاصلة في مشواره الفني، أثار داود ضجة جماهيرية بعد مشاركته في البطولة الجماعية لمسلسل جراند أوتيل للمخرج محمد شاكر خضير، والذي نافس في الموسم الرمضاني لعام 2016، ليستكمل إبداعه الدرامي بالتعاون مع المخرج تامر محسن من خلال مسلسل هذا المساء والذي يُعد واحدًا من أقوى المسلسلات الدرامية والتي تصدّرت الساحة الرمضانية، ونالت إشادة الجماهير والنقاد.
حصد داود شعبية جماهيرية كبيرة بعد شخصية يوسف في مسلسل أهو ده اللي صار للمخرج حاتم علي، والذي يعتبر أول عمل للنجم يقدم فيه شخصيتين مختلفتين، وبشخصية الخواجة في مسلسل مملكة أبليس للمخرج أحمد خالد موسى نافس في المنصات الإلكترونية، حيث حظى المسلسل على عرضه الأول على منصة شاهد vip قبل أن يُعرض على شاشات التليفزيون، وتصدّر المسلسل أعلى المشاهدات خلال عرضه على المنصة.
أما على المستوى السينمائي، فبعد بطولته لفيلم ولد وبنت للمخرج كريم العدل، اهتم داود بالبطولة الجماعية، فشارك بشخصية عاطف في فيلم ولاد رزق لـطارق العريان، ثم فيلم هيبتا: المحاضرة الأخيرة للمخرج هادي الباجوري وقد حقق كلاهما نجاحًا جماهيريًا كبيرًا انعكس على شباك التذاكر، وبسبب النجاح الذي حققه ولاد رزق، دفع صنّاع الفيلم للعمل على جزء ثاني، ليشارك داود في واحد من الأفلام الأعلى تحقيقًا للإيرادات في تاريخ السينما حيث تجاوز الفيلم 100 مليون جنيه مصري، وبفيلم 122 للمخرج ياسر الياسري عاد داود إلى البطولة السينمائية بتقديم أول فيلم مصري يُعرض بتقنية 4D، والذي حقق إيرادات تجاوزت الـ 24 مليون جنيه مصري، ويعتبر الفيلم واحدًا من العلامات الفارقة في مشواره.
اهتم داود بالأفلام ذات الطابع المستقل، والتي تنافس في مهرجانات سينمائية عدة، فشارك في فيلم يوم للستات للمخرجة كاملة أبو ذكري والذي اختاره مهرجان القاهرة السينمائي الدولي كفيلم الافتتاح، وتعاون مع المخرج الكبير يسري نصر الله في فيلم الماء والخضرة والوجه الحسن، والذي شارك في أكثر من 10 مهرجانات سينمائية من بينهم لوكارنو السينمائي، مهرجان مراكش الدولي وغيرهم، كما تعاون داود مع المخرج القدير الراحل محمد خان في آخر أفلامه قبل زحمة الصيف، الذي حظي على عرضه العالمي الأول بمهرجان دبي السينمائي الدولي.

## أعمالة[8]

### الأفلام
| السنة | الفيلم                     | الدور            |
| ----- | -------------------------- | ---------------- |
| 2008  | نفسى اقول اكشن             | صلاح             |
| 2010  | ولد وبنت                   | سامح             |
| 2011  | 18 يوم                     | ثائر             |
| 2015  | ولاد رزق                   | رجب              |
| 2015  | قبل زحمة الصيف             | جمعه             |
| 2016  | يوم للستات                 | إبراهيم          |
| 2016  | هيبتا: المحاضرة الأخيرة    | رامى             |
| 2016  | الماء والخضرة والوجه الحسن | جلال يحيى الطباخ |
| 2019  | ولاد رزق 2                 | عاطف             |
| 2019  | 122                        | نصر              |
| 2023  | يوم 13                     | عز الدين         |

2024 الهوي سلطان

### المسلسلات
| السنة | المسلسل                       | الدور                   |
| ----- | ----------------------------- | ----------------------- |
| 2003  | رجل الأقدار                   | رجل 2                   |
| 2004  | بنت من شبرا                   | زكي                     |
| 2005  | زهور شتوية                    | محمد                    |
| 2008  | هيمه:ايام الضحك والدموع       | ظابط                    |
| 2011  | الشوارع الخلفية               | د.عبدالعزيز             |
| 2012  | عرفه البحر                    | إبراهيم                 |
| 2012  | شربات لوز                     | صفوت                    |
| 2012  | زي الورد                      | باسم                    |
| 2013  | نيران صديقة                   | باسم                    |
| 2013  | نكدب لو قلنا مابنحبش          | إبراهيم                 |
| 2013  | الوالدة باشا                  | حمزة رمضان              |
| 2014  | سجن النسا                     | صابر                    |
| 2016  | جراند أوتيل                   | مراد حفظي               |
| 2017  | هذا المساء                    | سمير جمال بدوي          |
| 2019  | زي الشمس                      | مصطفي                   |
| 2019  | أهو ده اللي صار               | يوسف                    |
| 2020  | مملكة ابليس : أسطورة الأساطير | الخواجة                 |
| 2020  | ملكة ابليس ج2 : نار الجنة     | الخواجة                 |
| 2020  | لعبة النسيان                  | خالد وهدان – عمرو وهدان |
| 2021  | المشهد الأخير                 | محمد نبيل               |
| 2022  | سوتس بالعربي                  | آدم منصور               |
| 2023  | زينهم                         | زينهم                   |
| 2025  | الشرنقة                       | حازم إبراهيم            |

### المسرحيات
- احكى يا درة
- باى باى يا عرب
- سيزيف والموت
- مهرجان القاهرة 27
- الايدى الناعمة
- موتى بلا قبور
- عرض الرقص عنبر رقم 1

### البرامج
- 2023: الكونتينر (تقديم)

## وصلات خارجية
- أحمد داود على موقع IMDb (الإنجليزية)
- أحمد داود على موقع قاعدة بيانات الأفلام العربية
- أحمد داود على موقع قاعدة بيانات الفيلم (الإنجليزية)